# العلاقات الصينية الفيتنامية
العلاقات الصينية الفيتنامية هي العلاقات الثنائية التي تجمع بين الصين وفيتنام.

## مقارنة بين البلدين
هذه مقارنة عامة ومرجعية للدولتين:
| وجه المقارنة                                              | الصين                    | فيتنام           |
| --------------------------------------------------------- | ------------------------ | ---------------- |
| المساحة (كم2)                                             | 9.60 مليون               | 331.69 ألف       |
| عدد السكان (نسمة)                                         | 1.33 مليار               | 94.66 مليون      |
| الكثافة السكانية (ن./كم²)                                 | 138.54                   | 285.39           |
| العاصمة                                                   | بكين                     | هانوي            |
| اللغة الرسمية                                             | اللغة الصينية القياسية   | اللغة الفيتنامية |
| العملة                                                    | رنمينبي                  | دونغ فيتنامي     |
| الناتج المحلي الإجمالي (بليون دولار)                      | 12.24 تريليون            | 234.19 مليار     |
| الناتج المحلي الإجمالي (تعادل القوة الشرائية) بليون دولار | 19.82 تريليون            | 553.42 مليار     |
| الناتج المحلي الإجمالي الاسمي للفرد دولار أمريكي          | 8.03 ألف                 | 2.48 ألف         |
| الناتج المحلي الإجمالي للفرد دولار أمريكي                 | 13.21 ألف                | 5.63 ألف         |
| مؤشر التنمية البشرية                                      | 0.728                    | 0.666            |
| رمز المكالمات الدولي                                      | +86                      | +84              |
| رمز الإنترنت                                              | .cn، .中国 ‏، .中國 ‏      | .vn              |
| المنطقة الزمنية                                           | توقيت الصين، ت ع م+08:00 | ت ع م+07:00      |

## مدن متوأمة
في ما يلي قائمة باتفاقيات التوأمة بين مدن صينية وفيتنامية:
- ترتبط ماكاو مع دا نانغ باتفاقية توأمة.[12][13]
- ترتبط تيانجين مع ها فونغ باتفاقية توأمة منذ 18 أكتوبر 2001.[14][14][14][14]
- ترتبط تشوتشو مع نها ترانج باتفاقية توأمة.
- ترتبط شانغهاي مع مدينة هو تشي منه باتفاقية توأمة منذ 2007.[15][15][15][15]
- ترتبط شيانغتان مع لونج زوين باتفاقية توأمة منذ 17 يوليو 1984.[16][17][18][19]
- ترتبط دانزوو مع ها لونج باتفاقية توأمة.
- ترتبط بكين مع هانوي باتفاقية توأمة منذ 14 مارس 1979.

## منظمات دولية مشتركة
يشترك البلدان في عضوية مجموعة من المنظمات الدولية، منها:
| علم المنظمة | اسم المنظمة                                      | تاريخ انضمام الصين | تاريخ انضمام فيتنام |
| ----------- | ------------------------------------------------ | ------------------ | ------------------- |
|             | وكالة ضمان الاستثمار متعدد الأطراف               | 30 أبريل 1988      | 5 أكتوبر 1994       |
|             | منظمة الشرطة الجنائية الدولية                    | ?                  | ?                   |
|             | منتدى التعاون الاقتصادي لدول آسيا والمحيط الهادئ | 2 أكتوبر 1991      | 15 نوفمبر 1998      |
|             | منظمة حظر الأسلحة الكيميائية                     | ?                  | ?                   |
|             | منظمة التجارة العالمية                           | 11 ديسمبر 2001     | 11 يناير 2007       |
|             | الفريق المعني برصد الأرض                         | ?                  | ?                   |
|             | الأمم المتحدة                                    | 25 أكتوبر 1971     | 20 سبتمبر 1977      |
|             | مؤسسة التمويل الدولية                            | 15 يناير 1969      | 4 أغسطس 1967        |
|             | يونسكو                                           | 4 نوفمبر 1946      | 6 يوليو 1951        |
|             | مؤسسة التنمية الدولية                            | 24 سبتمبر 1960     | 24 سبتمبر 1960      |
|             | بنك التنمية الآسيوي                              | 1986               | 1966                |
|             | الاتحاد الدولي للاتصالات                         | 1 سبتمبر 1920      | 24 سبتمبر 1951      |
|             | منتدى آسيان الإقليمي ‏                            | ?                  | ?                   |
|             | البنك الدولي للإنشاء والتعمير                    | 27 ديسمبر 1945     | 21 سبتمبر 1956      |
|             | المنظمة الهيدروغرافية الدولية                    | ?                  | ?                   |
|             | الاتحاد البريدي العالمي                          | ?                  | ?                   |

## وصلات خارجية
- موقع وزارة الخارجية الصينية
- موقع وزارة الخارجية الفيتنامية